# Denis Knoepfler
Denis Knoepfler, né à Bienne le 12 mai 1944, est un archéologue, épigraphiste et historien de la Grèce ancienne d’origine suisse. De 2003 à 2014, il a été titulaire de la chaire du Collège de France intitulée Histoire et épigraphie des cités grecques. 
En 2017, le sanctuaire d'Artémis Amarynthia (en) est identifié en Eubée par une équipe d'archéologues suisses, confirmant son hypothèse exposée en 1988,.

## Biographie
Il est lycéen à Neuchâtel de 1959 à 1963 avant d'entrer à l'université de cette ville. Il obtient une licence ès Lettres classiques en 1967, puis il entre à la Sorbonne, où il obtient le grade de docteur d'État en 1984. Il s'intéresse à des cités telles que Thèbes ou Athènes, mais aussi à des territoires comme l'Eubée, la Béotie ou la Grèce centrale. Il a soutenu sa thèse de 3e cycle sur divers points de la topographie d'Érétrie.
Ce spécialiste de l'histoire et des civilisations grecques, de l'épigraphie et de la numismatique grecque obtient des fonctions prestigieuses. En 1984, il et nommé professeur ordinaire d’archéologie classique et d’histoire ancienne à la Faculté des lettres de l’Université de Neuchâtel. Depuis 2003, il est membre étranger de l'Académie des inscriptions et belles-lettres et, en 2008, il devient professeur honoraire de l'université de Neuchâtel.
Dans sa leçon inaugurale donnée en 2004 au Collège de France, Denis Knoepfler rend hommage à Maurice Holleaux (1861-1932) et Louis Robert (1904-1985). Il fait un éloge particulièrement marqué de ce dernier : « Professeur au Collège de France dès l’âge de trente-cinq ans et enseignant ensuite dans cette maison pendant le même espace de temps, Louis Robert (1904-1985) a non seulement été, sans conteste possible, « le prince des épigraphistes » pendant une bonne partie du XXe siècle, mais demeure, de par son œuvre immense, une source qui ne cesse d’inspirer et d’alimenter la recherche dans le domaine de l’Antiquité gréco-romaine, où l’apport incessant des inscriptions grecques tient une place que le grand public, même cultivé, a quelque mal à mesurer ».

## Cours au Collège de France
- 2003-2004 : L'époque de Lycurgue à Athènes (338-322 BC)
- 2004-2005 : Pausanias le Périégète et les cités de la Béotie antique.
- 2005-2006 : Pausanias en Béotie (suite) : Thèbes et Tanagra.
- 2006-2007 : Pausanias en Béotie (suite et fin) : la Béotie du Copaïs.
- 2007-2008 : Une cité au cœur du monde méditerranéen antique. Érétrie et son territoire, histoire et institutions.
- 2008-2009 : Le fédéralisme antique en question : renouveau et transformation des confédérations hellénistiques sous la domination de Rome.
- 2009-2010 : « Athènes hellénistique ». Nouveaux développements de la recherche sur l'histoire, les institutions et les cultes de la cité.
- 2010-2011 : « Athènes hellénistique ». Nouveaux développements de la recherche sur l'histoire, les institutions et les cultes de la cité (suite).
- 2011-2012 : « Athènes hellénistique ». Nouveaux développements de la recherche sur l'histoire, les institutions et les cultes de la cité (suite).
- 2012-2013 : « Athènes hellénistique ». Nouveaux développements de la recherche sur l'histoire, les institutions et les cultes de la cité (suite et fin).
- 2013-2014 : L'empereur Hadrien et les cités grecques : état des lieux après un demi-siècle de découvertes épigraphiques majeures.

## Prix
En 2008, il est titulaire du prix de l’Institut neuchâtelois (Suisse).

## Travaux bibliographiques
- Hyettos de Béotie et la chronologie des archontes fédéraux (250-171 av. J.-C.), Paris 1976 (avec R. Étienne)
- Comptes et inventaires dans la cité grecque. Actes du colloque de Neuchâtel en l'honneur de Jacques Tréheux, Genève 1988
- La Vie de Ménédème d'Érétrie de Diogène Laërce. Contribution à l'histoire et à la critique des «Vies des Philosophes», Bâle 1991
- Les imagiers de l'Orestie. Mille ans d'art antique autour d'un mythe grec, Zurich, 1993
- Athènes hellénistique. Histoire de la cité d'Alexandre le Grand à Marc Antoine, traduction française (avec Martine Knoepfler) de Christian Habicht, Athen, Geschichte der Stadt in hellenistischer Zeit, Munich 1995, Paris 2000
- Éditer, traduire, commenter Pausanias en l'an 2000. Actes du colloque de Neuchâtel et de Fribourg (avec M. Piérart), Genève 2001
- Décrets érétriens de proxénie et de citoyenneté, Lausanne 2001 (Eretria, fouilles et recherches, XI). Ouvrage couronne par le prix 2002 de l'Association pour l'encouragement des études grecques en France
- Érétrie. Guide de la cité antique, Lausanne 2004 (rédigé sous la direction de P. Ducrey, D. Knoepfler, S. Fachard, Th. Theurillat) ; existe aussi en trad. anglaise et en trad. grecque
- Nouvelle édition revue et augmentée de Chr. Habicht, Athènes hellénistique. Histoire de la cité, d’Alexandre le Grand à Marc Antoine, Paris 2006 (traduction de Martine et Denis Knoepfler, avec une mise à jour des notes et de la bibliographie par Chr. H. et D. K.)
- La Patrie de Narcisse : un héros mythique enraciné dans le sol et dans l’histoire d’une cité grecque, Paris, 2010